# Thomas Sandell (arkitekt)

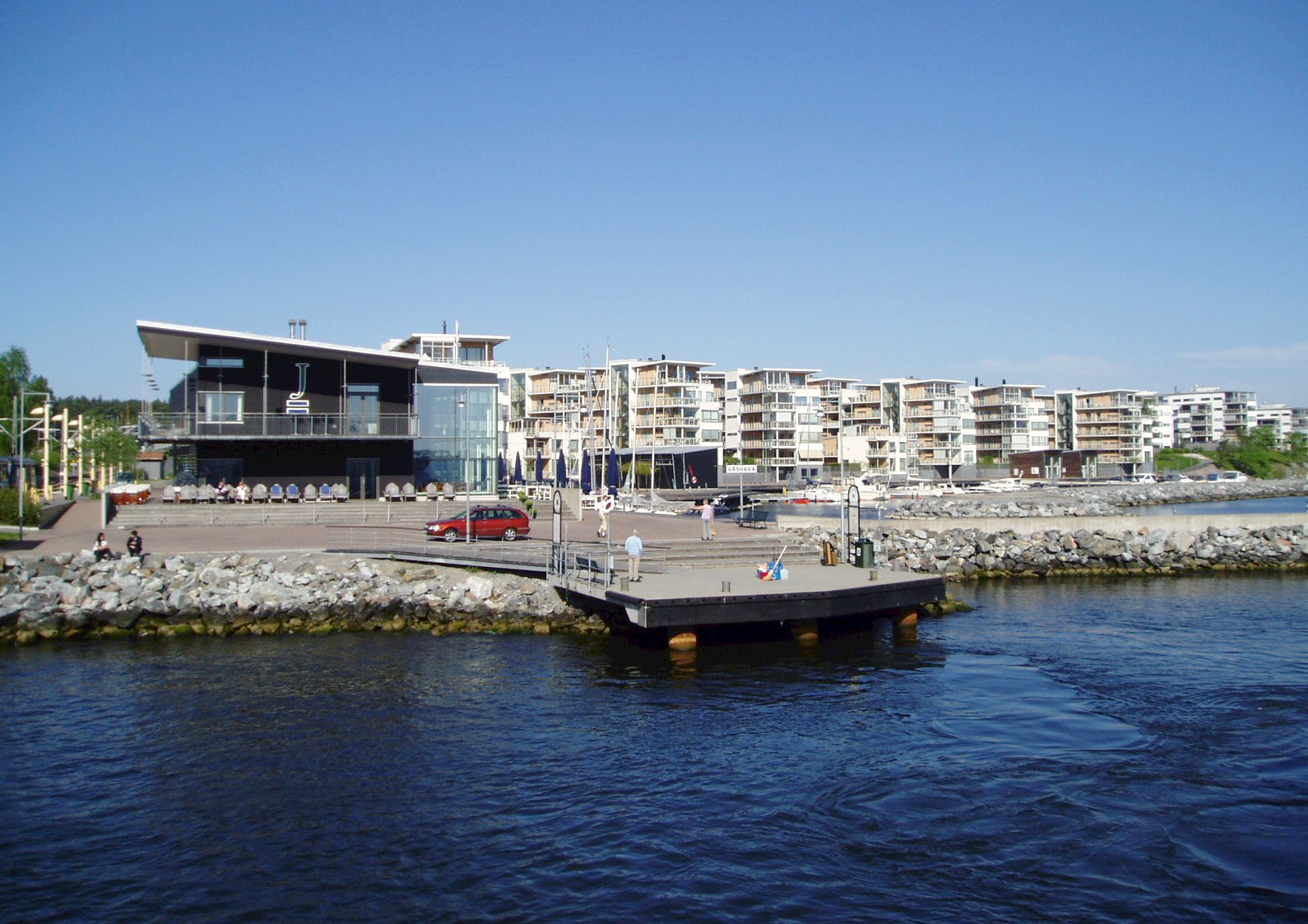
Gåshaga brygga, Lidingö, ritad av Sandell 2001

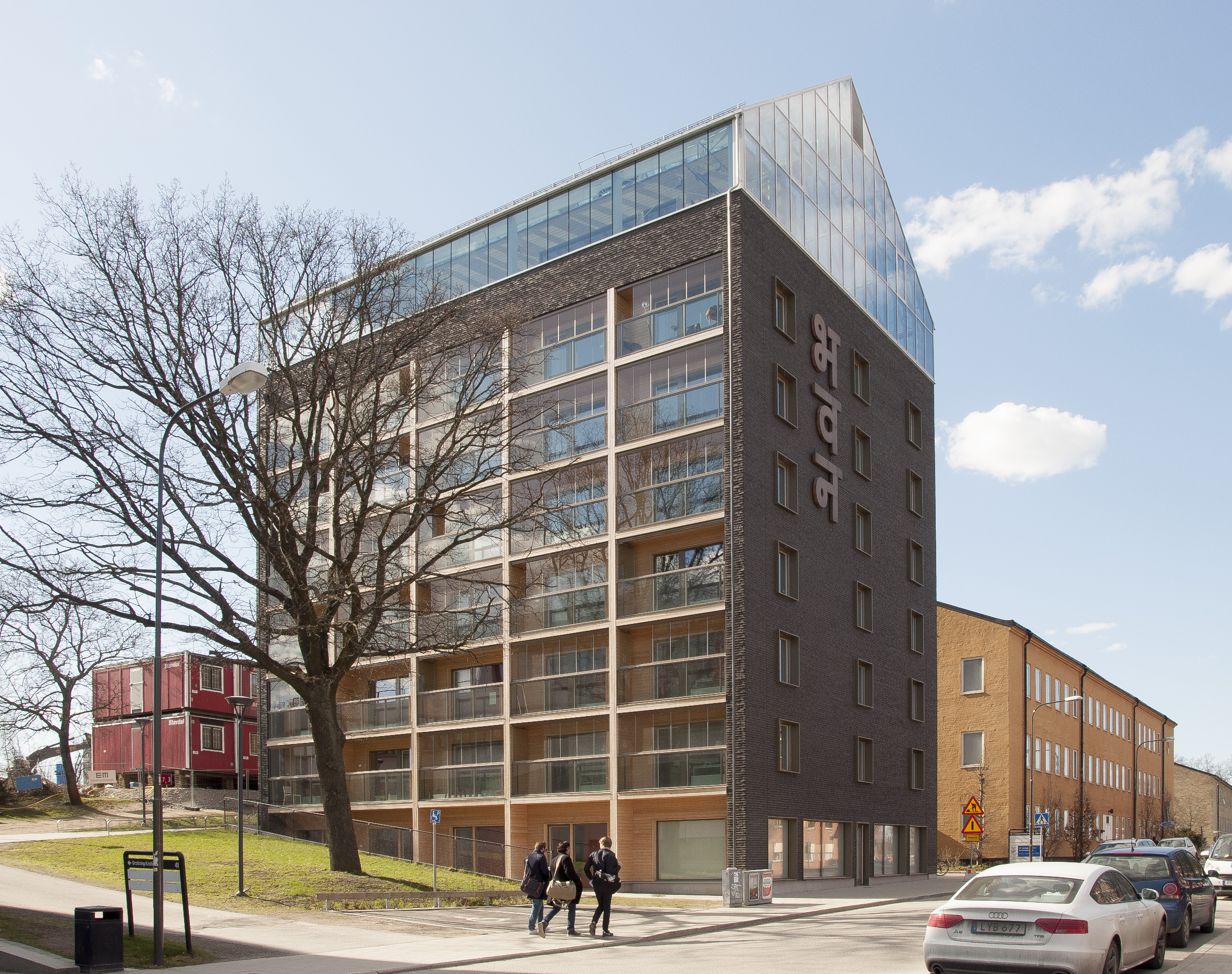
Forskningen 1, 2013

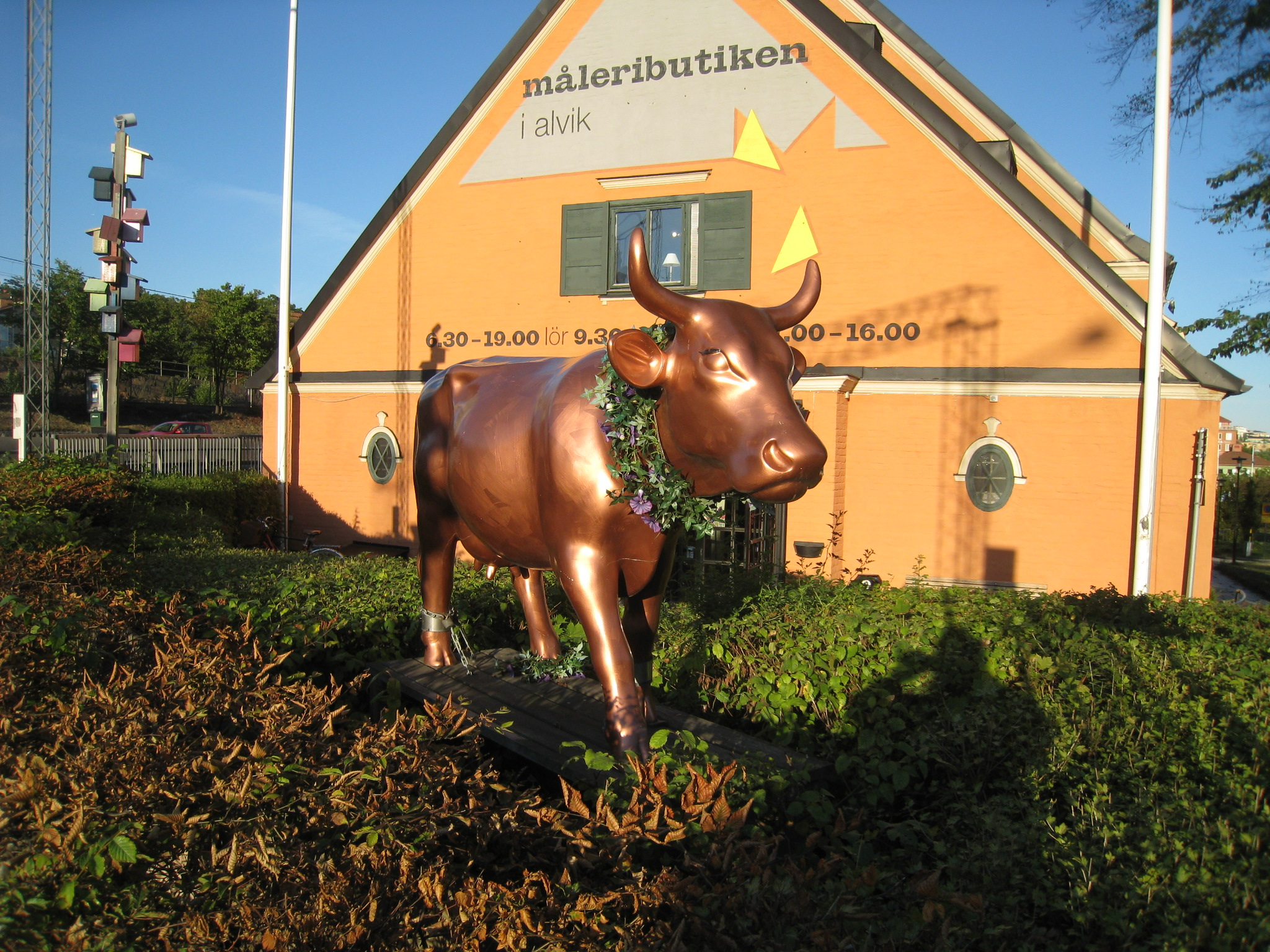
Kossan Dottie står utanför Alviks Måleributik AB (f.d. biografen Bromma-Teatern), Gustavslundsvägen 174 i Alvik, Bromma. Kon är gjord av arkitekten Thomas Sandell till The CowParade i Stockholm 2004.

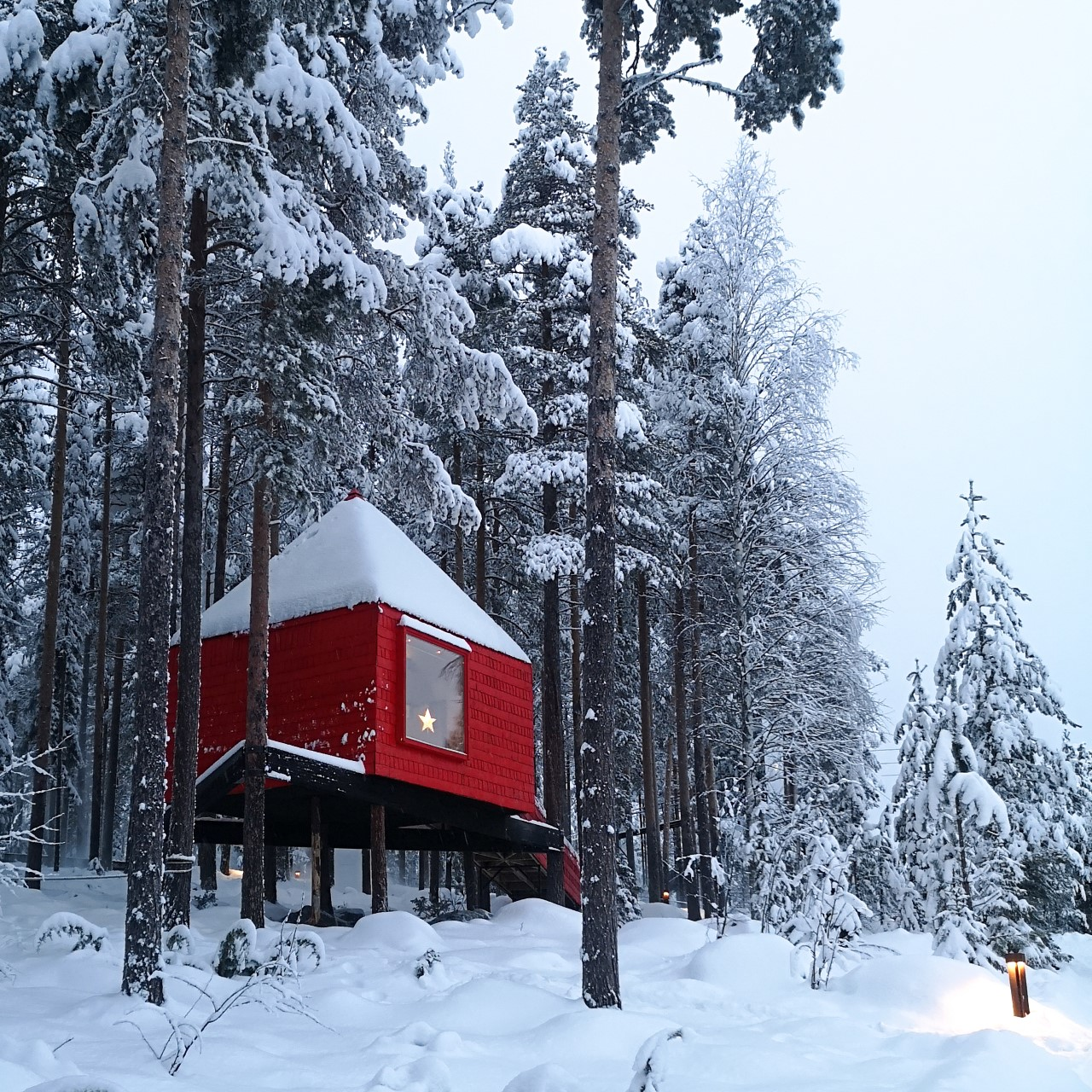
The Blue Cone på Treehotel i Harads, 2010

Thomas Mikael Sandell, född 1959 i Jakobstad i Finland, är en svensk arkitekt SIR/MSA. Han har varit ordförande i SAR, Svenska Arkitekters Riksförbund (idag Sveriges Arkitekter).

## Biografi
Sandell är uppvuxen i Skellefteå. Han blev reservofficer i Amfibiekåren 1981 och tog 1990 arkitektexamen efter studier på KTH. Därefter var han anställd bland annat på Jan Henrikssons Arkitektkontor. Sandell drev egen verksamhet från 1990, Thomas Sandell Arkitektkontor. År 1995 startade Sandell, tillsammans med Ulf Sandberg och Joakim Uebel, Sandellsandberg, ett företag som arbetar med arkitektur och design. Tillsammans med Uebel, Sandberg, Jari Ullakko och Andreas Rosenlew startade han 2003 varumärkesutvecklingsbyrå Grow AB. Sedan 2016 är Sandellsandberg del av AFRY-koncernen. Sandell är representerad vid Nationalmuseum.

## Byggnader i urval
- Stockholmsbörsen, Stockholm.
- Ygne (Kasper Salin-prisnominerat) 2008
- Fjällormen, Hemavan 2008
- Villa Ahlström, Ingarö 2010
- The Blue Cone på Treehotel i Harads, 2010
- Forskningen 1, Stockholm 2013
- kv. Ormen Norrköping 2014
- Sjöhuset, Nacka 2018
- Villa Sagalid, Djurö 2018
- Eriksberg, entréhus 2018
- Fisksätra Folkets Hus 2019
- SynVillan, Eriksberg 2019
- Brf Djurgårdsvyn, Riksbyggen 2020

## Projekt och bostadsområden
- Gåshaga brygga, Lidingö
- Gümüslük, Turkiet
- Havsvidden, Åland
- Ullna Strand Skogskvarteren, Täby

## Inredningar
- Arkitekturmuseet, Stockholm.
- Moderna museet, Stockholm.
- Rolfs kök, Stockholm (tillsammans med Jonas Bohlin)
- Restaurang East
- Miss Dottie. Kossan Dottie står utanför Alviks Måleributik AB (f.d. biografen Bromma-Teatern), Gustavslundsvägen 174 i Alvik, Bromma. Kon är gjord av arkitekten Thomas Sandell till The CowParade i Stockholm 2004. CowParade var en internationell konstutställning med skulpturer i glasfiber föreställande kor. Den inköptes efter utställningen av målade kor runt stan på auktion till välgörenhet till förmån för BRIS. År 2014 ändrades kulören, efter Sandells medgivande, från vit till den nuvarande kopparfärgen genom Alviks måleributik.

## Möbler/interiör
- Fåtölj och fotpall Elena, producent B&B Italia
- Bord Miami, B&B Italia
- Bord Antenna de Padova
- Ikea PS, bokhylla, bänk, bord, väckarklocka m.m
- Stol Vågö, Ikea
- Rottingstol, Ikea 2001
- Lampa Boom, Tronconi 1999
- Väskor Palmgrens 2009
- Lampa, Sagitta, Artemide 2003
- Stol Annino, Swedese 1998
- Proggetto Oggetto, Cappellini 1993, badrumsskåp, nyckelskåp, nyckelvas, spegel
- A-lampan, D-lampan, F-lampan m.fl. armaturer, Zero Interiör
- Asplund, stolen T.S, bord Sandra, spegel, bänk Air, ljusstake Lucia, förvaringsserie Snö.
- Barbara-serien för Skultuna Messingsbruk (flasköppnare samt värmeljushållare)
- Stol, T.S, tillverkad av Asplund, Sverige.
- Kök, Signatur Sandell för Marbodal 2017
- Stol Goma, Made by Choice 2020
- Dörrhandtag, kökshandtag, vred, krokar och knoppar för Habo.[4]

## Priser
- 11 Utmärkt Svensk Form, varav ett hederspris för Ikea PS 1994
- Red Dot Design Award 2002 för Ikea Vågö
- Metropolitan Home award 2003
- Årets lampa, för Leucos Flaska,2007
- Guldbävern 1990
- Kasper Salin-prisnominerad 2008
- Design Yearbook 2005
- Årets Möbel 2015, Chester för Källemo, tillsammans med Pierre Sindre
- Årets Kök 2018, för Signatur Sandell, Marbodal
- Design-S, Swedish Design Awards 2020, för Fisksätra Folkets Hus
- Plåtpriset 2021 för SynVillan, Eriksberg